# U-1228
 U-1228  — немецкая подводная лодка типа IXC/40, времён Второй мировой войны. 
Заказ на постройку субмарины был отдан 14 октября 1941 года. Лодка была заложена 16 февраля 1943 года на верфи судостроительной компании Дойче Верфт АГ, Гамбург, под строительным номером 391, спущена на воду 2 октября 1943 года, 22 декабря 1943 года под командованием оберлейтенанта Фридриха-Вильгельма Маринфельда вошла в состав учебной 31-й флотилии. 1 августа 1944 года вошла в состав 2-й флотилии. 1 ноября 1944 года вошла в состав 33-й флотилии. Лодка совершила	2 боевых похода, потопила один военный корабль водоизмещением 900 т. Сдалась союзникам в Портсмуте, штат Нью-Гемпшир, США, 17 мая 1945 года. Затоплена 5 февраля 1946 года у восточного побережья США. 